# Ramotswa
Ramotswa es una ciudad situada en el Distrito Sudeste, Botsuana. Se encuentra al suroeste de Gaborone, en la frontera con Sudáfrica. Tiene una población de 28.952 habitantes, según el censo de 2011.
Es la capital tribal de BaLete, una mayoría étnica que emerge de la tribu de Nguni .
La principal industria de Ramotswa es un molino de harina de trigo. El pueblo también fabrica productos metálicos.